# Бесовка
Бесовка — деревня в Цвылёвском сельском поселении Тихвинского района Ленинградской области.

## История
Деревня Бесовка (Ивановская) упоминается на «Специальной карте западной части России» Ф. Ф. Шуберта 1844 года.

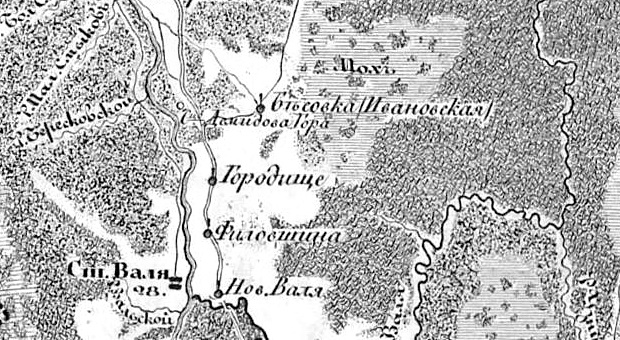
Деревня Бесовка на карте 1847 года

На семитопографической карте Новгородской губернии 1847 года она также обозначена как деревня Бесовка (Ивановская).

БЕСОВКА (ИВАНОВА-ГОРА, ИВАНОВСКОЕ) — деревня Вальского общества, Ильинско-Сяського прихода.

Крестьянских дворов — 15. Строений — 19, в том числе жилых — 15. 

Число жителей по приходским сведениям 1879 г.: 36 м. п., 50 ж. п.

БЕСОВСКИЕ-ХАРЧЕВНИ (ГОРОДОК) — деревня Вальского общества, Ильинско-Сяського прихода.

Крестьянских дворов — 4. Строений — 19, в том числе жилых — 6. Мелочная лавка. 

Число жителей по приходским сведениям 1879 г.: 11 м. п., 9 ж. п.

Всего жителей по семейным спискам 1879 г.: 44 м. п., 50 ж. п.

Сборник Центрального статистического комитета описывал её так:

БЕСОВСКИЕ ХАРЧЕВНИ (ГОРОДОК) — деревня бывшая владельческая при реке Сясе, дворов — 4, жителей — 24; лавка. (1885 год)

В конце XIX — начале XX века деревня относилась к Сугоровской волости 1-го земского участка 1-го стана Тихвинского уезда Новгородской губернии.
В начале XX века близ деревни находились 4 сопки и 10 курганов.

БЕСОВКА (ИВАНОВА ГОРА, ИВАНОВСКОЕ) — деревня Вальского общества, дворов — 16, жилых домов — 16, число жителей: 60 м. п., 62 ж. п. 

Занятия жителей — земледелие. Колодцы. 

БЕСОВСКИЕ ХАРЧЕВНИ (ГОРОДОК) — деревня Вальского общества, дворов — 4, жилых домов — 4, число жителей: 16 м. п., 18 ж. п. 

Занятия жителей — земледелие. Река Сясь. (1910 год)

С 1917 по 1918 год деревня Бесовка входила в состав Сугоровской волости Тихвинского уезда Новгородской губернии. 
С 1918 года в составе Череповецкой губернии.
С 1927 года в составе Ильинского сельсовета Тихвинского района.
С 1928 года в составе Вальского сельсовета. В 1928 году население деревни Бесовка составляло 152 человека.
Согласно карте Ленинградской области Северо-западного аэрогеодезического треста ГГУ издания 1932 года деревня насчитывала 16 крестьянских дворов.
По данным 1933 года деревня Бесовка входила в состав Вальского сельсовета.
В 1958 году население деревни Бесовка составляло 67 человек
С 1960 года вновь в составе Ильинского сельсовета.
По данным 1966, 1973 и 1990 годов деревня Бесовка также входила в состав Ильинского сельсовета.
В 1997 году в деревне Бесовка Ильинской волости проживали 13 человек, в 2002 году — 14 (все русские).
В 2007 году в деревне Бесовка Цвылёвского СП проживали 9 человек, в 2010 году — 6.

## География
Деревня расположена в западной части района на автодороге 41К-927 (подъезд к дер. Бесовка) к востоку от автодороги А114 (Вологда — Новая Ладога).
Расстояние до административного центра поселения — 25 км.
Расстояние до ближайшей железнодорожной станции Валя — 8,5 км.
Деревня находится близ правого берега реки Сясь.

## Демография
| 1879 | 1885 | 1910 | 1928 | 1958 | 1997 | 2002 |
| ---- | ---- | ---- | ---- | ---- | ---- | ---- |
| 94   | ↘24  | ↗156 | ↘152 | ↘67  | ↘13  | ↗14  |
| 2007 | 2010 | 2017 |      |      |      |      |
| ↘9   | ↘6   | ↗11  |      |      |      |      |

### Национальный состав
Согласно данным Всероссийской переписи населения 2021 года в деревне проживали 11 человек, из них:
 русские — 9, армяне — 2 человека.

## Улицы
Лесная.